# NGC 943
NGC 943 é uma galáxia elíptica (E?) localizada na direcção da constelação de Cetus. Possui uma declinação de -10° 49' 41" e uma ascensão recta de 2 horas, 29 minutos e 09,5 segundos.
A galáxia NGC 943 foi descoberta em 1886 por Frank Müller.